# U.S. National Championships 1885
Die 5. U.S. National Championships 1885 waren ein Tennis-Rasenplatzturnier der Klasse Grand Slam. Es fand vom 18. bis 22. August 1885 im Newport Casino in Newport, Rhode Island, Vereinigte Staaten statt.